# Fransen-Milchling
Der Fransen-Milchling (Lactarius citriolens) ist eine Pilzart aus der Familie der Täublingsverwandten (Russulaceae). Er ist ein großer, stattlicher Pilz, der wegen seines Erscheinungsbildes und aufgrund seiner weißen, sich schwefelgelb verfärbenden Milch an den Grubigen Fichten-Milchling (Lactarius scrobiculatus) erinnert. Der Hut ist aber blass gelblich-weiß bis cremefarben gefärbt und der Hutrand fransig-zottig behangen. Der ungenießbare Milchling wächst unter verschiedenen Laubbäumen. Zwischen Juli und Oktober erscheinen die Fruchtkörper an ihrem Standort oft in großer Anzahl.

## Merkmale

### Makroskopische Merkmale

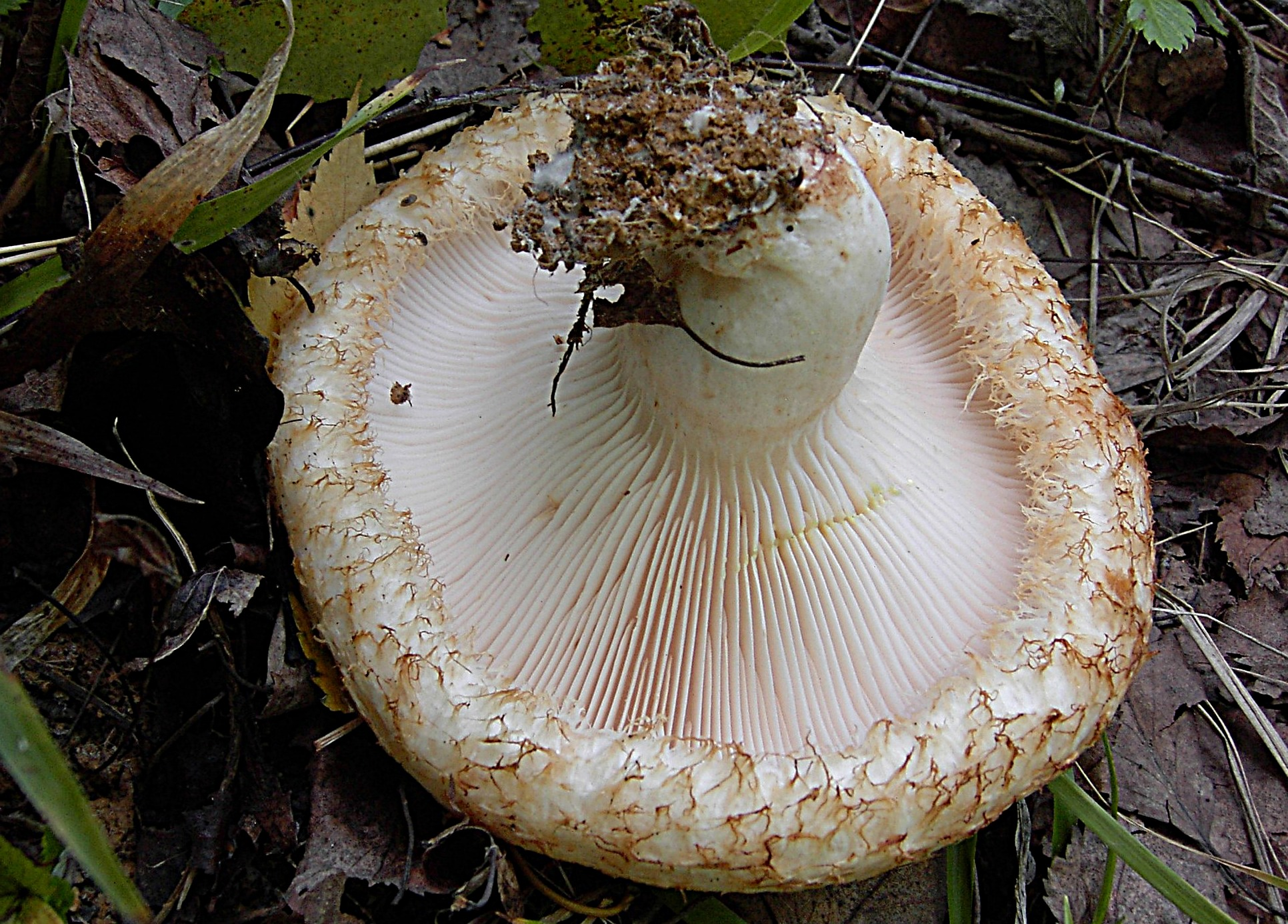
Der Hutrand ist zottig gehaart

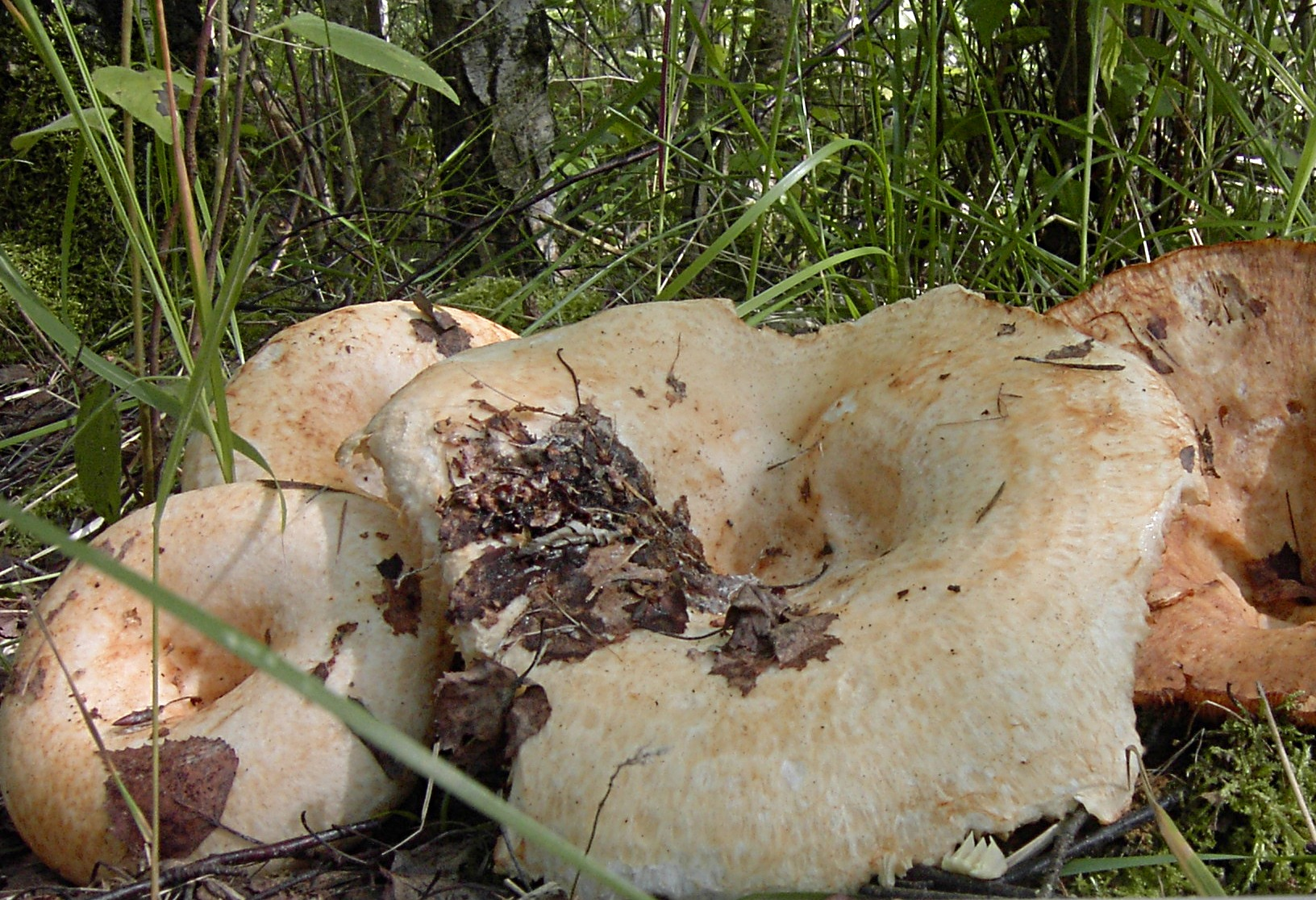
Unterschiedlich alte Exemplare des Fransen-Milchlings

Der Hut ist 6–14 (22) cm breit, zunächst genabelt und mit eingerolltem Rand, dann ist der Rand eingebogen und die Mitte niedergedrückt und schließlich ist der Hut trichterförmig vertieft und der Rand mehr oder weniger ausgebreitet. Die Oberfläche ist schmierig bis klebrig, in der Hutmitte glatt und zum Rand hin zunehmend behaart. Der Hutrand trägt zottige, bis zu 5 mm lange, nicht klebrige Haare. Der weißlich-gelb bis blass cremefarbene Hut wird mit zunehmendem Alter immer dunkler. Schließlich ist er oft gelbbraun bis ockerorange gefärbt. Mitunter zeigt der Rand eine schmale, wässrige Zonierung, wie sie auch für den Wässriggezonten Milchling (Lactarius aquizonatus) typisch ist, und manchmal kleine, zimt- bis gelbbraune Flecken.
Die Lamellen sind angewachsen oder laufen leicht am Stiel herab. Sie sind 7–12 mm hoch und stehen ziemlich gedrängt, in Stielnähe sind sie bisweilen gegabelt. Sie sind weißlich-gelb bis blass cremefarben, dann blass ocker und haben einen lachsrosa Reflex. Das Sporenpulver ist blass cremefarben.
Der kurz zylindrische, gelegentlich zur Basis hin leicht erweiterte oder auch unregelmäßig deformierte Stiel ist 4,5–6 (10) cm lang und 2–2,5 (4) cm breit. Die Oberfläche ist glatt, weißlich bis blass creme-ockerfarben und zeigt keine oder nur einzelne, rundliche Flecken und nur selten zerstreute, wasserfleckige Gruben. Die Stielbasis ist oft mehr oder weniger behaart.
Das Fleisch ist sehr fest, dick und weiß bis blass-cremefarben. Im Anschnitt verfärbt es sich unter der Huthaut und in der Stielrinde zitronengelb. Es schmeckt leicht bitter und immer scharf. Der Geruch ist fruchtig-sauer und erinnert an Zitronenmelisse oder verfaulende Zitronen. Die weiße, meist nur spärlich fließende Milch verfärbt sich innerhalb von Sekunden schwefelgelb und schmeckt schnell bitter und scharf.

### Mikroskopische Merkmale
Die breit ellipsoiden bis ellipsoiden Sporen sind durchschnittlich 7,3–8,3 µm lang und 5,5–5,9 µm breit. Der Q-Wert (Quotient aus Sporenlänge und -breite) ist 1,25–1,4 (1,55). Das Sporenornament wird bis zu 0,8 µm hoch und besteht aus Graten und isolierten Warzen, die vereinzelt zu einigen losen Maschen verbunden sind, ohne dabei ein erkennbares Netz zu bilden. Der Hilarfleck ist inamyloid. Die zylindrischen bis keuligen, 4-sporigen Basidien sind 40–50 (55) µm lang und 9–11 µm breit. Makrozystiden kommen nur sehr selten vor, am häufigsten findet man sie zwischen den Lamellen. Sie messen 45–60 × 8–11 µm und sind spindelförmig bis mehr oder weniger zylindrisch. Die Lamellenschneide ist steril und trägt dicht gepackt 19–50 µm lange und 5–9 µm breite, keulige, unregelmäßig zylindrische oder flaschenförmige Parazystiden. Die Huthaut (Pileipellis) ist eine 50 µm dicke Ixocutis, ihre Hyphen sind 2–6 µm breit.

## Artabgrenzung
Der Fransen-Milchling ist durch sein sehr festes Fleisch, die trockenen Haare am Hutrand und die meist haarige Stielbasis gekennzeichnet. Sehr ähnlich ist der Wässriggezonte Milchling (Lactarius aquizonatus), der aber am Hutrand klebrige Haare und einen bis zur Hutmitte wässriggezonten Hut hat. Außerdem sind seine Sporen schmaler und länger. Der ebenfalls ähnliche Wimpern-Milchling (Lactarius resimus) hat einen anfangs rein weißen, flaumigen Hut. Es ist eine in Deutschland sehr seltene, vorwiegend nordosteuropäische Art, die auf sauren Böden unter Laubbäumen – vor allem Birken – vorkommt. Die Sporen sind etwas breiter als beim Fransen-Milchling.

## Ökologie
Der Fransen-Milchling ist ein Mykorrhizapilz, der mit verschiedenen Laubbäumen eine symbiotische Partnerschaft eingehen kann. Als Mykorrhizapartner kommen Rotbuchen, Eichen, Hainbuchen und Birken infrage.
Man findet den Milchling in verschiedenen Laubwäldern, wie Hainbuchen-Eichen- und Haargersten-Buchenwäldern, aber auch an Wald- und Waldwegrändern und sogar in Parkanlagen. Der Pilz bevorzugt mäßig frische Kalkböden, die aber nicht zu nährstoffreich sein sollten. Er hat eine Vorliebe für verlehmte Braunerden über Kalk, Kalksand und Mergel. Die Fruchtkörper erscheinen an ihrem Standort oft in großer Anzahl von Juli bis Oktober.

## Verbreitung

Verbreitung des Fransen-Milchlings in Europa. Grün eingefärbt sind Länder, in denen der Milchling nachgewiesen wurde, weiß sind Länder ohne Nachweis. Grau dargestellt sind Länder ohne Quellen oder Länder außerhalb Europas.

Der Milchling wurde in Europa und Nordamerika (USA) nachgewiesen. In Europa ist er von Spanien und Norditalien im Süden, über Frankreich, Belgien und Großbritannien im Westen bis nach Russland im Osten verbreitet. In Estland soll der Fransen-Milchling ziemlich häufig sein. Im Südosten wurde er auch in Bulgarien nachgewiesen. Laut Heilmann-Clausen ist der Milchling in Zentraleuropa etwas häufiger als in der temperaten bis hemiborealen Zone Fennoskandinaviens. In Schweden reicht sein Verbreitungsgebiet im Norden etwa bis Sollefteå.
In Deutschland gilt der Milchling als sehr selten und stark gefährdet (RL2). Auch in der Schweiz und Österreich ist der Milchling selten.

## Systematik
Der Fransen-Milchling wurde 1968 durch den tschechischen Mykologen Z. Pouzar neu beschrieben. Der Holotypus wurde 1965 in einem Eichen-Hainbuchen-Wald bei Karlstein (Tschechien) in der Nähe der Jagdhütte Amerika von V. Jechovà und Z. Pouzar gesammelt. Bei seiner Beschreibung gab Pouzar Lactarius resimus (Fr.) Fr. sensu Ricken und Lactarius cilicioides (Fr.) Fr. sensu Neuhoff als Synonyme an. Pouzar hielt einen neuen Namen für das Taxon für notwendig, da L. resimus nach Fries einen nackten, also unbehaarten Hutrand hat und folglich ein anderes Taxon beschreibt und auch Neuhoffs Definition von L. cilicioides nicht mit der von Fries übereinstimmt.
German Krieglsteiner, der Lactarius intermedius den Grubigen Weißtannen-Milchling nicht als eigenständige Art anerkennen wollte, definiert 1999 die Varietät Lactarius citriolens var. intermedius. Diese Varietät ist aber aus taxonomischer Sicht unkorrekt, da man eine ältere Art (L. intermedius) nicht unter eine jüngere (L. citriolens) stellen darf. Auch aus phylogenetischer Sicht spricht, bis auf die blasse Hutfarbe der beiden Arten, wenig für Krieglsteiners Neukombination.
Das Artepitheton „citriolens“ bedeutet ‚nach Citrus riechend‘ und leitet sich von den lateinischen Wörtern „citrus“ (‚Zitronenbaum‘) und „olens“ (‚riechend‘) ab.

### Infragenerische Systematik
Maria Basso stellte den Fransen-Milchling in die Untersektion Scrobiculati, die bei ihr unterhalb der Sektion Piperites steht. Die Vertreter der Untersektion haben einen mehr oder weniger schmierigen Hut, dessen Hutrand mehr oder weniger behaart ist. Die scharfe und anfangs weiße Milch verfärbt sich nach einer Weile gelb. Marcel Bon stellt den Milchling in die Sektion Tricholomoidei. Die Vertreter ähneln denen der Sektion Zonarii, haben aber einen wollig-filzigen Hutrand.

## Bedeutung
Der scharf schmeckende Milchling gilt in Mitteleuropa als ungenießbar.